# Минасян, Оганес Геворгович
Оганес Геворгович Минасян (1910 год, село Аракич, Сухумский округ, Российская империя — дата смерти неизвестна) — бригадир колхоза имени Шаумяна Очемчирского района Абхазской АССР, Грузинская ССР. Герой Социалистического Труда (1949).

## Биография
Родился в 1910 году в крестьянской семье в селе Аракич Кутаисской губернии.
Окончил местную школу, после которой трудился в колхозе имени Шаумяна Очемчирского района. В 1938 году призван на срочную службу в Красную Армию. Участвовал в Великой Отечественной войне с 1941 года в составе зенитного орудия 1-й батареи 772-го зенитно-артиллерийского полка 35-й зенитно-артиллерийской дивизии. В 1944 году вступил в ВКП(б).
После демобилизации возвратился в родное село, где продолжил работать бригадиром табаководческой бригады в колхозе имени Шаумяна.
В 1948 году бригада Оганеса Минасяна собрала в среднем с каждого гектара по 16,5 центнеров листьев табака сорта «Самсун № 27» на участке площадью 6 гектаров. Указом Президиума Верховного Совета СССР от 3 мая 1949 года «за получение высоких урожаев кукурузы и табака в 1948 году» удостоен звания Героя Социалистического Труда с вручением ордена Ленина и золотой медали «Серп и Молот».
Этим же указом званием Героя Социалистического Труда были награждены председатель колхоза имени Шаумяна Хевонд Мелконович Грбашян и табаковод колхоза Карапет Карапетович Устян.
После выхода на пенсию проживал в родном селе Аракич.
Дата смерти не установлена.
Награды
- Герой Социалистического Труда
- Орден Ленина
- Медаль «За отвагу» (22.09.1944)
- Медаль «За оборону Кавказа» (01.05.1944)